# دوجي
دوجي (doji) (jp: ど う じ 同事، نفس الأمر) هو نمط شائع في مخطط الشموع للأصول المتداولة ماليًا ( الأسهم، السندات، العقود الآجلة، إلخ) في التحليل الفني. تتميز بأنها صغيرة في الطول - بمعنى نطاق تداول صغير - مع سعر فتح وإغلاق متساويين تقريبًا. إن فعالية التحليل الفني محل نزاع من خلال فرضية كفاءة السوق، والتي تنص على أن أسعار سوق الأوراق المالية لا يمكن التنبؤ بها بشكل أساسي.
يمثل دوجي التردد في السوق. لا تكون الدوجي مهمة إذا لم يكن السوق يتجه بشكل واضح، حيث أن الأسواق غير الاتجاهية تدل بطبيعتها على التردد. إذا تشكلت دوجي في اتجاه صعودي أو هبوطي، فإن هذا يُنظر إليه عادةً على أنه مهم، لأنه إشارة إلى أن المشترين يفقدون قناعتهم عند تشكيلهم في اتجاه صعودي وإشارة إلى أن البائعين يفقدون قناعتهم إذا شوهدوا في اتجاه هبوطي.

## أنواع دوجي
- "محايد": يتكون دوجي عندما تكون أسعار الفتح والإغلاق متساوية فعليًا. الدوجي وحدها هي أنماط محايدة.
- "" Long-Legged "": تعكس علامة دوجي قدرًا كبيرًا من التردد حول الاتجاه المستقبلي للأصل الأساسي.
- "" Gravestone "": يشير الظل العلوي الطويل إلى أن اتجاه الاتجاه قد يقترب من نقطة تحول رئيسية. يتشكل عندما يتساوى سعر الافتتاح والإغلاق للأصل الأساسي ويحدثان عند أدنى مستوى في اليوم.
- "Dragonfly": يشير الظل السفلي الطويل إلى أن اتجاه الاتجاه قد يقترب من نقطة تحول رئيسية. يتشكل عندما يتساوى سعر الافتتاح والإغلاق للأصل الأساسي ويحدثان في أعلى مستويات اليوم.

دوجي هو مؤشر رئيسي لعكس الاتجاه. هذا صحيح بشكل خاص عندما يكون هناك حجم تداول مرتفع بعد حركة ممتدة في أي من الاتجاهين. عندما يكون السوق في اتجاه صعودي ويتم تداوله إلى أعلى مستوى أعلى من أيام التداول الثلاثة السابقة، ويفشل في الحفاظ على هذا الارتفاع، ويغلق عند أدنى 10٪ من نطاق التداول في ذلك اليوم، فهناك احتمال كبير لحدوث اتجاه هبوطي في الأيام التالية. وبالمثل، عندما يكون السوق في اتجاه هبوطي ويتم تداوله إلى مستوى منخفض جديد أقل من أيام التداول الثلاثة السابقة، ويفشل في الحفاظ على هذا المستوى المنخفض، ويغلق عند أعلى 10٪ من نطاق التداول في ذلك اليوم، فهناك احتمال كبير لحدوث ذلك. اتجاه صعودي في الأيام التالية.
4-سعر دوجي هو خط أفقي يشير إلى أن الارتفاع والانخفاض والفتح والإغلاق كانا متساويين.

## استخدامات مؤشر دوجي
يستخدم مؤشر دوجي في الغالب في الأنماط، وهو في الواقع نمط محايد بحد ذاته. وبالتالي، عند استخدامه بمفرده، فإنه لا يوفر إشارات موثوقة. في حد ذاته، تظهر شمعة دوجي فقط أن المستثمرين في شك. ومع ذلك، هناك أنماط رئيسية يمكن العثور عليها بسهولة على الرسم البياني.
على وجه التحديد، هناك نمطان يزعم أنهما يوفران تأكيدًا للاتجاه:
- نجمة دوجي الصباحية عبارة عن نموذج ثلاثي الشموع يعمل في اتجاه هبوطي قوي. إذا كانت هناك فجوة لأسفل وتشكيل شمعة دوجي بعد شمعة هابطة طويلة، فهذه إشارة إلى انعكاس محتمل للأعلى. لتأكيد ذلك، يجب أن تكون الشمعة الثالثة صاعدة ومفتوحة مع وجود فجوة لأعلى تغطي الفجوة السابقة لأسفل.
- نجمة دوجي المسائية هي عكس نجمة دوجي الصباحية. لذلك، فهو يعمل في اتجاه صعودي قوي. يجب أن يتبع الشمعة الصعودية الكبيرة شمعة دوجي مع فجوة للأعلى. يتم تأكيد انعكاس الاتجاه إذا كانت الشمعة الثالثة هبوطية وتفتح مع فجوة لأسفل تغطي الفجوة السابقة لأعلى.[4]